# Noise logger
Col termine inglese noise logger (che significa registratore di rumore), nell'ambito della ricerca perdite, si identificano quegli apparecchi capaci di definire lo stato di qualità della rete idrica in pressione da sottoporre a verifica al fine di individuare la presenza di perdite idriche.

## Caratteristiche
I noise logger sono apparecchi compatti di dimensioni ridotte composti da un accelerometro sensibile alle frequenze sonore che si propagano in una condotta idrica, da una unità di acquisizione e registrazione dati, da un sistema radio ricetrasmittente per lo scambio dei dati con una unità centrale separata, dalla parte elettronica che ne gestisce il funzionamento automatico, da una batteria per l'alimentazione.

## Principio di funzionamento
L'acqua che fuoriesce da una condotta in pressione genera un rumore che si propaga lungo la rete idrica: i noise logger sono in grado di registrare tali rumori e di analizzarli distinguendoli da altri rumori di fondo che si propagano nelle condotte.
In questa maniera è possibile stabilire se nelle immediate vicinanze del noise logger (da qualche decina di metri a 150–200 m) vi è la presenza o meno di una perdita.
La valutazione dello stato della porzione di rete (Perdita o no perdita) è effettuata automaticamente dal software interno del noise logger sulla base dell'intensità del rumore, della banda di frequenza, della sua costanza nel tempo e sulla base dell'ampienza di spettro del rumore registrato.

## Impiego
I noise logger sono impiegati per analizzare le reti sulle quali si intende controllare le perdite idriche. Possono essere usati per pochi giorni (anche solo 1-2) per compiere operazioni occasionali di controllo o essere collocati in modo permanente se si intende mantenere la rete sotto costante monitoraggio. 
Operativamente si collegano i noise logger (spesso molte decine), a distanza di circa 100–200 m l'uno dall'altro, alle rete idrica che si vuole analizzare, generalmente sfruttando la presenza di pozzetti o aste di manovra, a mezzo di una calamita che permette la perfetta adesione alla condotta o ad uno dei suoi pezzi speciali.
L'apparecchio così piazzato registra per un arco di tempo definito, generalmente per 2-4 ore (preferibilmente nelle ore notturne nelle quali i rumori della rete sono meno disturbati da suoni estranei come il traffico veicolare) le frequenze sonore presenti in rete definendo tramite l'algoritmo interno la presenza o meno di perdite nelle vicinanze.
Tramite una unità esterna di acquisizione dati vengono scaricati gli esiti dell'ascolto di ciascuna unità.
I risultati così acquisiti permettono di concentrare gli sforzi per la localizzazione puntuale delle perdite a mezzo dei correlatori o dei geofoni solo nelle vicinanze dei noise logger che indicano la presenza di perdita, permettendo di risparmiare tempo e consentendo di intervenire tempestivamente sulle perdite occulte.
Tale procedimento viene annoverato pertanto tra i metodi di prelocalizzazione delle perdite.